# Fondation Jacques Rougerie
 (mai 2016).
La Fondation Jacques Rougerie, créée par Jacques Rougerie en 2009  est une fondation française qui encourage au niveau international l’innovation architecturale liée aux mondes littoral, de la mer et de l’espace afin de découvrir et révéler les nouveaux Léonard de Vinci, Jules Verne, Gustave Eiffel, Frank Lloyd Wright, Zaha Hadid...
Elle s’appuie sur son Concours international d’Architecture pour soutenir et accompagner le développement de projets architecturaux biomimétiques visionnaires, inspirés du génie de la nature, porteurs d’une identité culturelle et artistique forte et originale en lien avec les disciplines scientifiques.
Elle valorise l’engagement d’une jeune génération qui souhaite apporter une réponse aux grands enjeux environnementaux du siècle par une démarche architecturale résiliente.
Elle souhaite faire naître des vocations, favoriser l’éveil, la sensibilisation et l’action de tous pour la création d’un nouveau rapport entre l’humain et son environnement..

## Histoire
Après son élection à l'Académie des beaux-arts, Jacques Rougerie a créé la Fondation Jacques Rougerie - Génération Espace Mer - Institut de France sous la présidence d'honneur du Prince Albert II de Monaco.
La Fondation revendique d'« offrir aux jeunes générations les moyens d’agir afin qu’elles puissent, demain, bâtir un cadre de vie qui prenne en compte et valorise les richesses de la planète. Favoriser l'éveil, la sensibilisation et l’action de tous pour la création d’un nouveau rapport entre l’Homme et son environnement naturel. Encourager l’audace et l’innovation architecturale liées aux mondes de la mer et de l’espace. Créer autrement dans le respect de la biodiversité et pour le bien commun de tous dans une démarche biomimétique, inspirée du génie de la nature. ».
Les activités de la Fondation comportent également le projet SeaOrbiter ainsi que sur le Concours international d'Architecture qui récompense chaque année les jeunes architectes les plus audacieux, dans le respect de la terre, de la mer, et de l'espace.

## Concours international d'architecture
Depuis 2011, la Fondation Jacques Rougerie organise un concours international d'architecture divisé en trois catégories, chacune répondant à une problématique différente :  
1. Prix « Innovation et Architecture pour la Mer »[4]
2. Prix « Innovation et Architecture pour l'Espace »[4]
3. Prix « Innovation et Architecture liées à la Montée des Océans»[5]

| Année | Promotion              | Nombre des participants | Les lauréats |
| ----- | ---------------------- | ----------------------- | --- |
| 2011  | Gonzague de Blignières | 56                      | Mer : Enercité (Camille Benoit, Bastian Vermonden)Espace : Apogeios (Olivier Boisard, Pierre Marx) |
| 2012  | Emmanuel Hervé         | 62                      | Mer : Lady Landfill skyscraper (Milorad Vidojevic, Milica Pihler, Jelena Pucarevic) Espace : S.A.M. (Teïva et Cedric Bodereau) Montée des océans : Thalassophilantropy (Koen Olthuis, Mahtab Akhavan, Laura Weiss, Alexandre Voegele)                                    |
| 2013  | Jean-Luc Allavena      | 529                     | Mer : Arctic Harvester (Meriem Chabani, Maeva Leneveu, Étienne Chobaux, John Edom) Espace : Moon: origin point (Miloje Krunic, Aleksandar Copic, Nicola Radojicic, Mina Stevic, Nicola Protic) Montée des océans : Caltrope (Anna Barothy, Melinda Bozso, Janka Csernak) |
| 2014  | Jean-François Clervoy  | 1749                    | Mer : Biodiver[city] (Quentin Perchet, Thomas Yvon, Zarko Uzelac) Espace : Mars mission (Wai-han Lam, Chung-Iam Choy, Sze-Yu Chueng, Cheng-Lin Chuang) Montée du niveau des océans : Plastique 2.0. (Bau Thu Nguyen, Hoang Anh Tran, Le Hung Nguyen, Khanh Chi Tran)     |
| 2015  | Francis Vallat         | 2400                    | Mer : Re-source (Robin Vairé, Yorick Isnard, Paul Morini) Espace : Neck of the moon (El Hadi Jazairy, Rania Ghosn, Hsin-Han Lee, Jia Weng, Sihao Xiong, Shuya Xu, Mingchuan Yang) Montée des océans :Re-generator (Gabriel Munoz Moreno)                                 |
| 2016  | Francis Rambert        | 5000                    | Mer : The reef of silence (Yunil Nam) Espace : The terra chronicles (Ruoning Deng, Shixiang Zheng, Yuteng Lin) Montée des océans : New edge (Prethvi Raj, Prasanth Jayaprakash)                                                                                          |
| 2017  | Eric Scotto            |                         | Mer : Currents for Currents (Deo Arlrashid, T. Alam, Robert Andrew, P Galanopierre, Michael Monjardin) Espace : Platinum City (Sean Thomas Allen) Montée des océans : Translated Utopia (Yarina Elizabeth)                                                               |
| 2018  | Laurent Fayat          |                         | Mer : The ship of Theseus (Kaushal Tatiya) Espace : Quintessence (Jordan Hugues) Montée des océans : The Great Wall of Lagoon (Chang Chun Lin & Sheng Han Chen) |
| 2019  | Léonard de Vinci       |                         | Mer : KARST (M. Paul Laminie & Isaac Barbet) Espace : Lavatopia (Haerim Park & Ms Ruohan Zou) Montée des océans : Coastbreakwater Community (Alejandro Moreno & Charles Chiang)                                                                                          |
| 2020  | Jules Verne            |                         | Mer : LE 8EME CONTINENT (Lenka Petrakova) Espace : CORAL°lation (Oliver Jungwirth, Maria Martinez Rarmirez, Dario Bergmann and Philipp Erkinger) Montée des océans : Rising with the ocean (Felipe Ruiz Valenzuela & Alexandre Bausson)                                  |

## Le projet SeaOrbiter
SeaOrbiter est un programme décrit comme technologique, scientifique et éducatif visant à développer un concept de « Station Océanique Internationale » dérivant au cœur du plein océan et accueillant des d’expéditions pluridisciplinaires.
Création de l’architecte-académicien de la mer français Jacques Rougerie, ce programme a été conçu pour compléter les systèmes d’analyse et d’observation existants tant dans les domaines de l’océanographie, de la biologie marine que dans celui de la climatologie.
Ce projet exhibe des caractéristiques techniques unique au monde : 58 mètres de haut, dont 31 mètres immergés. Cela permettrait à l'équipage de vivre 24h/24 au-dessus et au-dessous de la surface de l’océan, et cela sur de très longues périodes de temps (> 6 mois).